# 퉁갸 롱코도
퉁갸 롱코도(만주어: ᡨᡠᠩᡤᡳᠶᠠ
ᠯᠣᠩᡴᠣᡩᠣ Tunggiya Longkodo, 한국 한자: 佟佳 隆科多 동가 융과다, ? ~ 1728년)는 청 제국의 장군 겸 정치인이다. 만주 양황기(鑲黃旗) 퉁갸 가문 출신으로, 강희제 말년에서부터 옹정제 초년까지 활동하였다. 강희제의 고명대신으로 옹정제의 즉위를 지지하여 공신이 되었으나, 옹정제에 의해 숙청되었다.
퉁 구워워이의 3남이자 강희제의 후궁이었던 효의인황태후의 남동생으로 옹정제를 비롯한 강희제의 자식들에게는 외숙부뻘이다. 롱코도는 강희 말년에 이번원 상서로 재직하였으며, 또한 북경의 보군통령을 겸임하여 유사시 수도 지역을 통제할 수 있는 군사력을 가졌다. 때문에 롱코도는 옹정제가 강희제를 암살하고 즉위하였다는 루머의 한복판에 위치하고 있는 인물이다.

## 생애

### 옹정제 등극 전후
1722년(강희 61년) 롱코도는 보군통령으로서 북경성 내성과 외성의 성문의 경비를 맡고 있었다. 강희제의 병세가 위독해지자 롱코도는 강희제의 옆에서 그 유조를 받아적으며 고명대신이 되었다. 이후 강희제가 붕어하자 유조에 적혀있는 대로 제4황자 옹친왕 윤진을 모셔와 대통을 전하니 바로 옹정제이다. 그러나 이 과정은 그리 순탄치만은 않았다. 일단 롱코도는 본래 제8황자 윤사의 당여에 속하였으나 보군통령의 직무를 잘 알고 있던 윤진이 그를 포섭하였다. 흔히 알려진 야사에 따르면 강희제의 유조가 롱코도에 의해 ‘14황자 윤제에게 물려준다.’(傳位十四皇子)에서 ‘4황자 윤진에게 물려준다.’(傳位于四皇子)로 고쳤다는 것이다. 그러나‘어조사 우’(于) 자가 널리 쓰이지 않았고 황실 문서에서는 ‘어조사 어’(於) 자만이 쓰였다는 점과 유조같이 중요한 공식 황실 문서에서는 만주 문자와 한자를 다 써야 하나, 이 유조는 한자로만 쓰였다는 점, 황자들에게는 반드시 태어난 순서에 따라 그 앞에 황(皇) 자를 붙여서 쓴 점이다. 예를 들어 4황자인 윤진은 황사자(皇四子)로 쓰는 것이 올바른 표현이었다.
그리고 현존하는 강희제의 유조에는 황4자 옹친왕 윤진(皇四子雍親王胤禛)이라고 명시되어 있으므로 롱코도가 유조를 조작했다는 루머는 설득력이 떨어진다. 그러나 윤진이 황위에 오르는데 롱코도가 고명대신으로 주요한 역할을 했던 것은 사실이었고 또한 황자간의 세력 다툼에서 윤진의 책사 역할까지 하였기 때문에 이런 루머가 전해진 것이다.

### 숙청
서북방면 대장군이자 옹정제의 또다른 즉위공신 연갱요는 자신이 능력 있는 장군이며 또한 누이(돈숙황귀비)가 옹정제의 후궁이라는 점을 과신하여 사치와 횡령, 엽관을 일삼았다. 지방에 주둔한 연갱요는 중앙에 있던 롱코도와 부패 커넥션을 형성하고 있었다. 이에 따라 옹정제는 자신의 즉위공신인 연갱요와 롱코도에 대한 숙청 작업에 들어갔다. 방자하게 행동한 연갱요와 달리 노련한 정치인이던 융과다는 부정축재한 재물을 여기저기 나누어 보관하고 스스로 벼슬에서도 물러나는 등 눈치껏 행동했지만, 옹정제가 그를 찍어내기로 마음먹은 이상 그것을 막을 수는 없었다. 특히 강희 연간 옹정제(당시 4아거)와 후계자위를 경쟁했던 8아거와 롱코도가 몰래 접촉했음이 밝혀지자 옹정제는 롱코도에 대한 숙청의지를 굳히게 되었다.
옹정제는 우선 신하들에게 나누는 밀지에서, 롱코도를 먼저 실각한 연갱요와 도매금으로 묶어 소인배라고 비난하고 그들과 거리를 둘 것을 공공연히 종용하였다. 옹정 4년에 롱코도가 황실 족보인 옥첩을 개인적으로 챙기고 있었음이 우연히 밝혀졌다. 이것이 결정적인 트집으로 작용했다. 당시 롱코도가 러시아와의 외교 업무 때문에 외근을 나가 있었기에 잠시 기다려 보자는 일부 의견이 있었으나, 옹정제는 듣지 않고 기다렸다는 듯 롱코도를 체포하였다. 옹정제는 옥첩을 사사로이 가진 죄를 시작으로, 불경, 기만, 당파 형성, 조정 문란 등등 갖은 죄상을 들어 롱코도를 탄핵했는데, 죄상 중에 “감히 건방지게 스스로를 제갈량에 비유한 죄” 따위 황당한 것도 있었다.
옹정제는 연갱요와 달리 롱코도를 죽이지는 않았지만, 창춘원 밖 초가삼간에다 유폐시키고 죽을 때까지 한 발짝도 나오지 못하게 하였다(옹정 5년). 롱코도는 연금된 지 1년만인 옹정 6년에 죽었다.

## 같이 보기
- 연갱요